# 休·欧文·托马斯

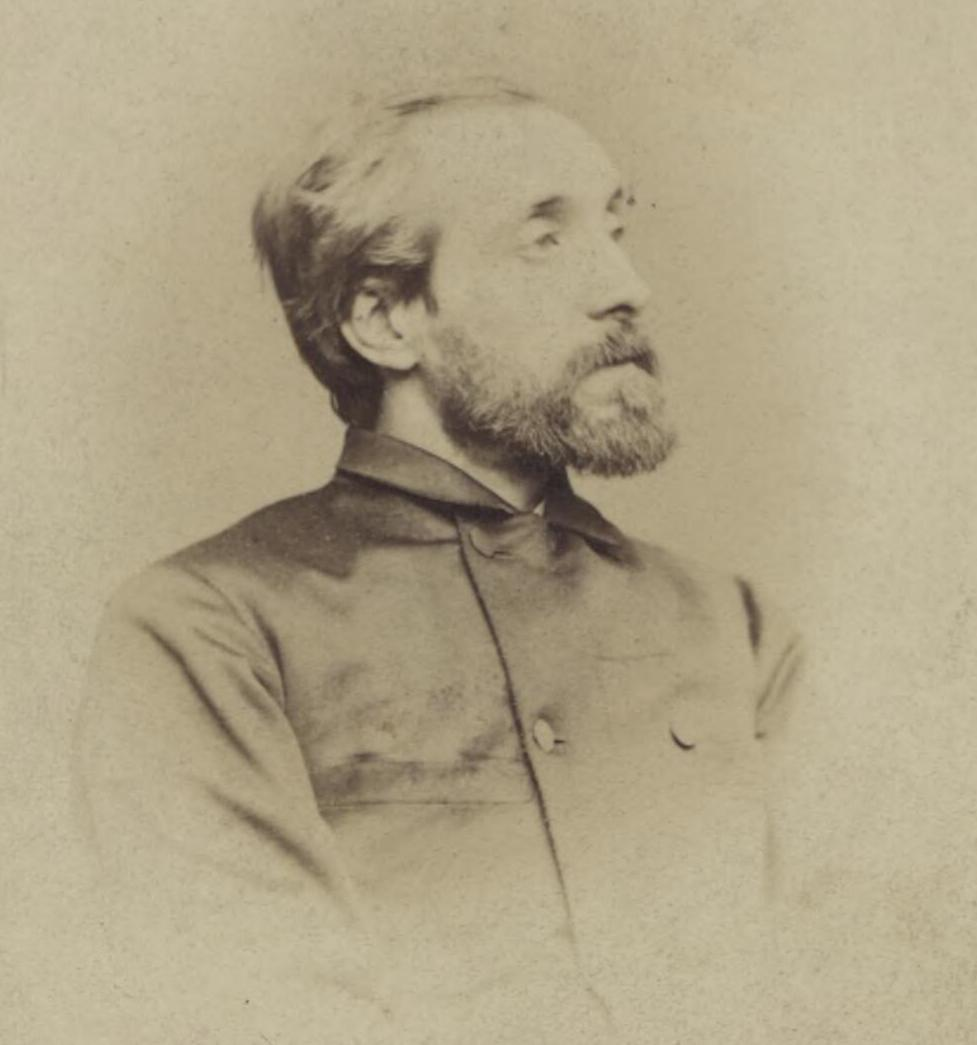
休·欧文·托马斯

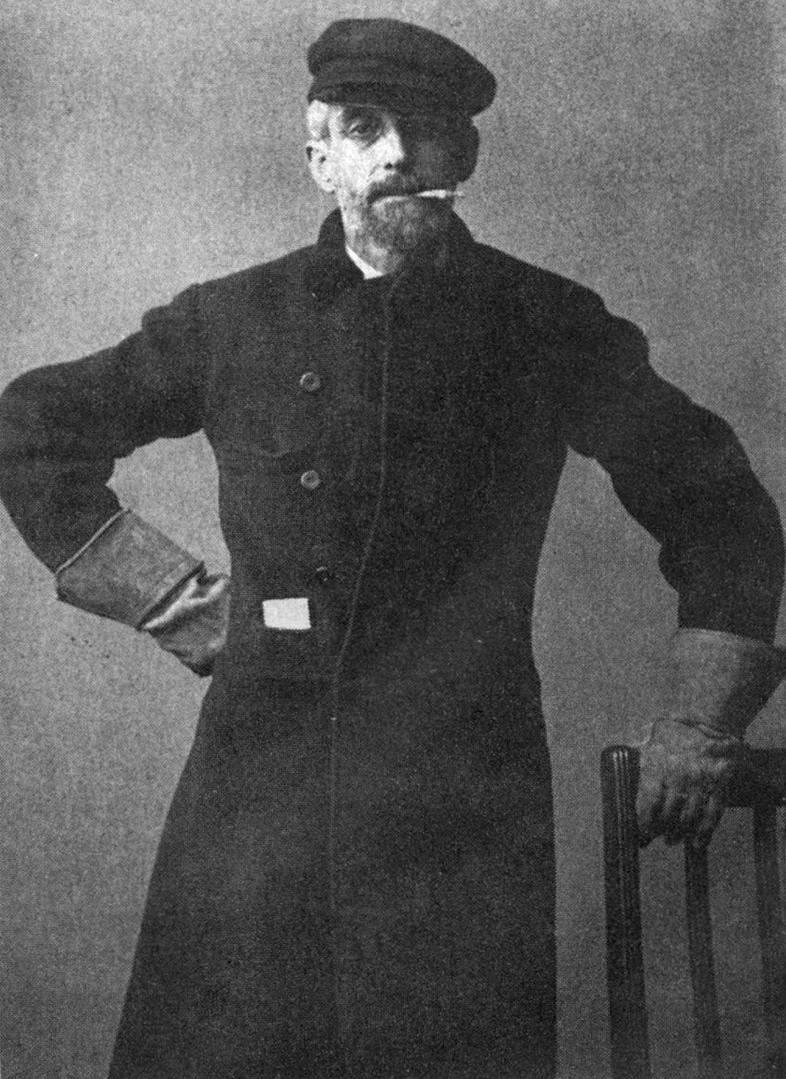
休·欧文·托马斯

休·欧文·托马斯（1834年8月23日—1891年1月6日）是威尔士的外科医师。他被认为是英国骨科手术之父。

## 早期生活
休·欧文·托马斯（Hugh Owen Thomas）的祖先是一名於1745年在安格西（Anglesey）遭遇船難的小男孩。扶養他的家庭將他命名為埃文·托马斯（Evan Thomas），他树立了整骨的家族传统。埃文·托马斯—最初的幸存者的孙子—和休的父亲于19岁移居利物浦，於此他在整骨師的工作上取得了成功。然而，埃文并不是受过训练的医师，他三度被法庭起诉以辯護自己的执业。尽管他从未被定罪，但医学界不断的嫉妒和敌意对他造成了巨大的伤害。有一次他的房屋甚至被烧毁。因此，他决定讓所有五个儿子接受醫學訓練并获得医生资格。

## 职业生涯
休与叔叔欧文·罗伯茨（Owen Roberts）在北威尔士的圣阿萨夫（ St. Asaph）训练了四年，然后在爱丁堡和伦敦大学学院学习医学。他于1857年获得MRCS资格。回到利物浦后，他首先与父亲一起工作，但由于脾气暴躁，這份工作並沒有維持多久，所以在1859年，他在镇上较贫穷的地方建立了自己的诊所。
休被称为一个古怪而脾气暴躁的人。有传言说他会袭击患者并弄伤他们的骨头，以便在他們身上實施診療。 他很矮；身高仅5英尺多，总是穿着一件黑色纽扣外套，一直向上扣着，一只眼睛上有一塊斑，嘴里不断抽着烟。他十分受到利物浦穷人的尊敬。他在尼尔森街11号的家中診治病人，从早上五点到下午六点整天工作，每个星期日他都会免费为病人治疗。

## 医疗貢獻
他对英国骨科具有多方面的的贡献。在骨折和结核病的治疗中，他主张“强制，不间断和延长”的休養。为了实现这一目标，他發明了所谓的“ Thomas Splint”（托马斯夹板） ，以稳定骨折的股骨并防止感染。他还负责其他所有以他的名字命名的医疗创新：用于治疗颈椎结核的“托马斯项圈”，“托馬斯手法”(髋关节骨折的骨科檢查)，托马斯测试(一种使患者平躺在床上的髋关节检测方法)，“托马斯扳手”以减少骨折，以及一種破骨細胞可用於分解並重構骨骼， “ 托馬斯鞋跟”是儿童鞋的一部分，其鞋跟长了半英寸（12毫米），而内侧的鞋跟高了八分之一至六分之一英寸（4至6毫米）。这用于使脚后跟发生内翻畸形，并防止踝骨头部凹陷。 
他一生的工作从未被賞識過，但是当他的侄子罗伯·琼斯爵士在第一次世界大战期间使用他的夹板时，從1916年至1918年将股骨复合骨折的死亡率从87％降低到了8％以下。

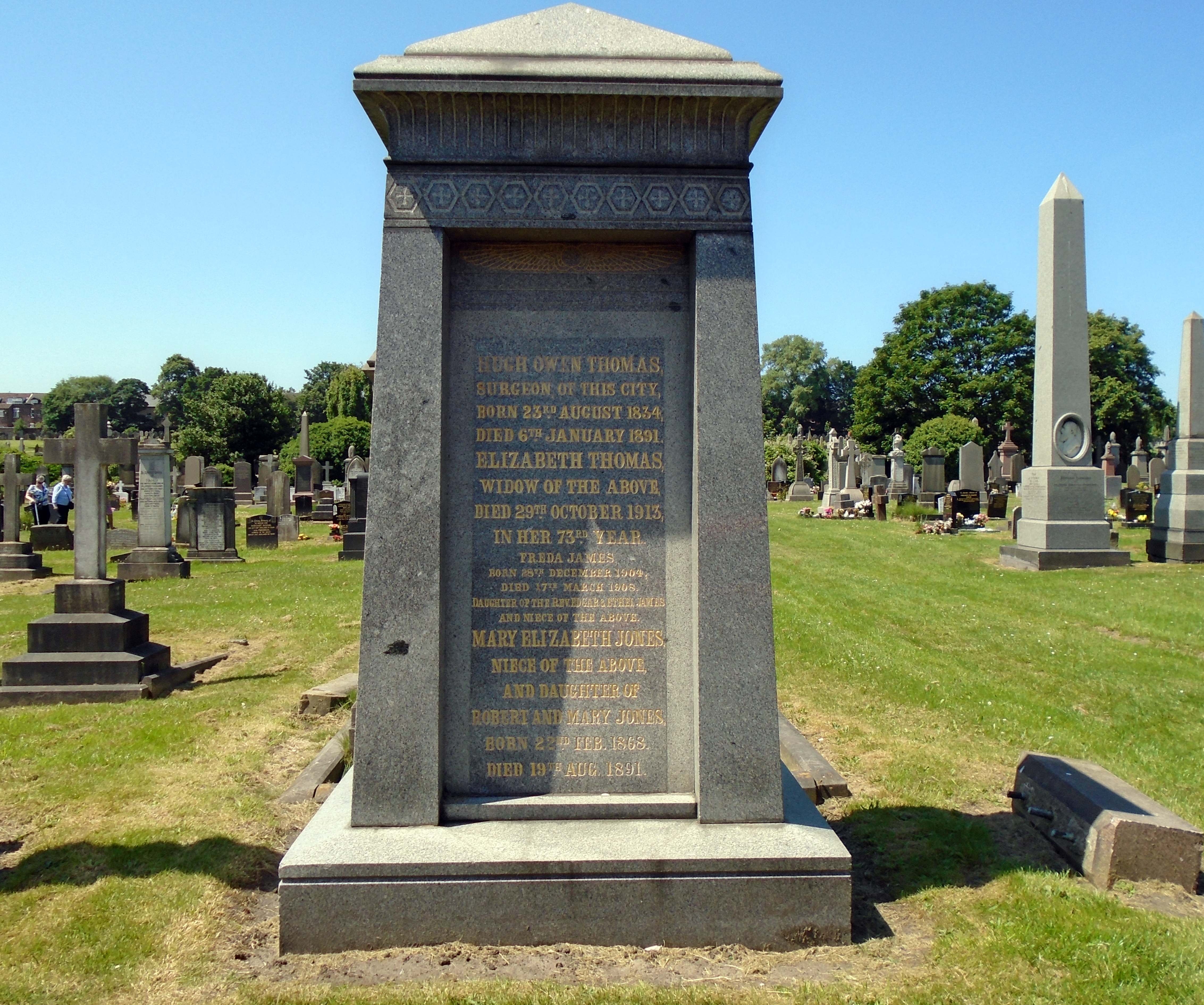
托克特斯公园公墓纪念馆

## 著作
- Diseases of the hip, knee and ankle joints (1876)
- A review of the past and present treatment of disease in the hip, knee, and ankle joints: With their deformities (1878)
- The past and present treatment of intestinal obstructions (1879)
- The treatment of fractures of the lower jaw (1881)
- Intestinal disease and obstruction (1883)
- Nerve inhibition and its relation to the practice of medicine (1883)
- Principles of the treatment of diseased joints (1883)
- The collegian of 1666 and the collegians of 1885: Or, what is recognised treatment? (1885)
- The principles of the treatment of fractures and dislocations (1886)
- Fractures, dislocations, diseases and deformities of the bones of the trunk and upper extremities (1887)
- A new lithotomy operation (1888)
- An argument with the censor at St. Luke's Hospital, New York (1889)
- Fractures, dislocations, deformities and diseases of the lower extremities (1890)
- Lithotomy (1890)